# 考文垂街

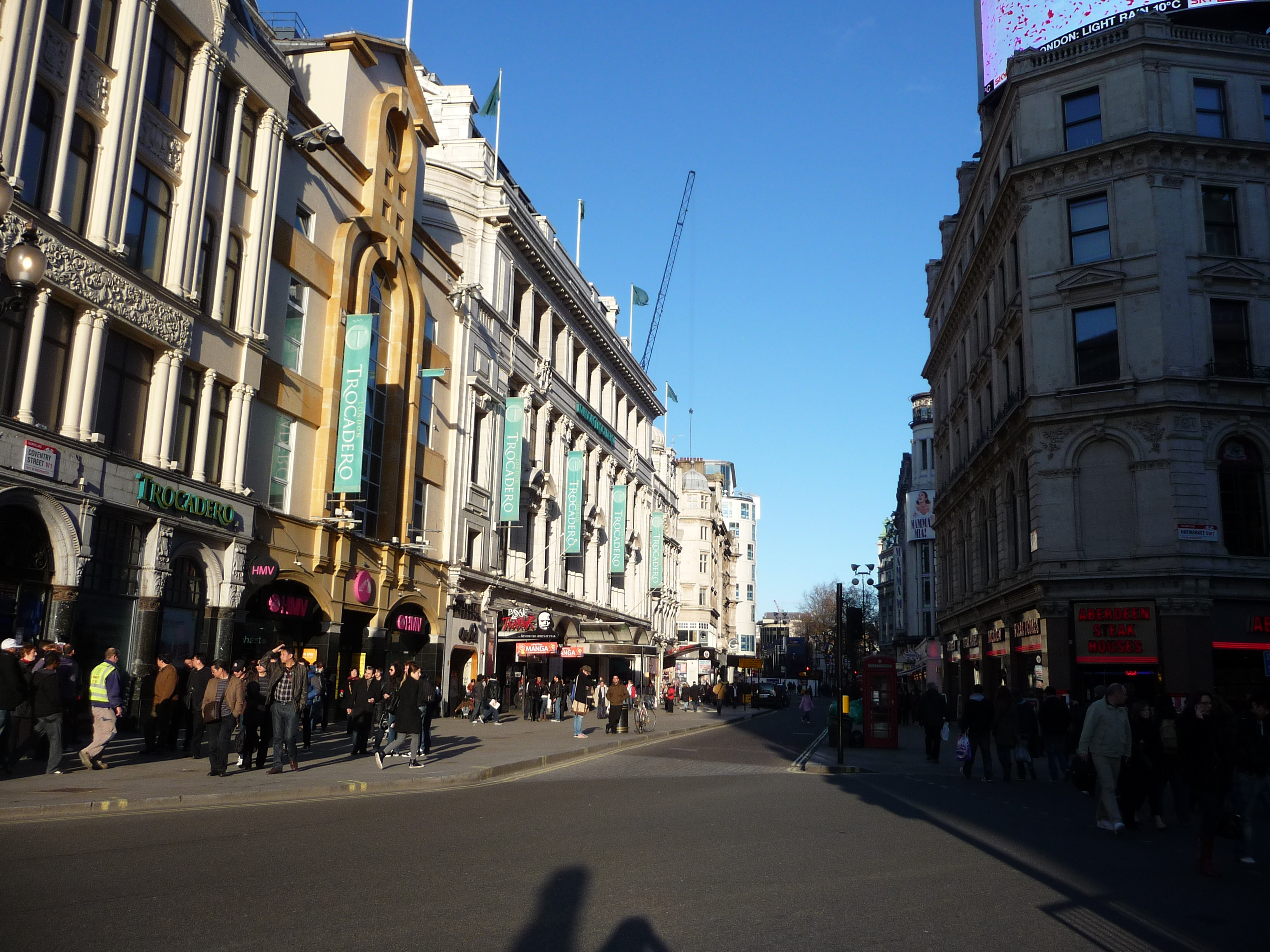
從考文垂街看向東邊的特羅卡德羅 (倫敦)購物中心方向。

考文垂街（英語：Coventry Street）是位於倫敦西區的一條街道，連接皮卡迪利圓環與萊斯特廣場，其一部分是屬於A4公路的組成部分。
考文垂街於1681年建成，以查理二世時期的國務卿亨利·考文垂命名。當時主要是作娛樂與零售商業用途，並以路上的多家賭場與性交易場所聞名。19世紀末，考文垂街落成了多座音樂廳，例如倫敦閣、威爾斯親王劇院和特羅卡德羅音樂廳。20世紀的考文垂街則因它的高流量餐廳而聞名，包括首家J. 萊昂斯公司餐廳及史考茲海鮮餐廳。考文垂街的夜總會也是其有名的緣由之一，同時是紅鸛夜總會的原址所在。
考文垂街、萊斯特廣場和皮卡迪利街三個與娛樂及夜生活相關的地點一同入選為英國版地產大亨的物業地點，屬於以黃色標示的同一組別。